# Linea S1 (metropolitana di Pechino)
La linea S1 (in cinese 北京地铁S1线S, Běijīng dìtiě S yī xiànP), da progetto Beijing Low-speed Maglev, durante la fase di pianificazione nota come linea Mentougou o linea Datai,  è una linea di maglev a velocità medio-bassa della metropolitana di Pechino.
Inaugurata il 30 dicembre 2017, e gestita dalla Beijing Mass Transit Railway Operation, la linea è composta da 8 stazioni, tutte collocate nel distretto di Mentougou e Shijingshan, e si snoda lungo un percorso di circa 10 km che impiega circa 19 minuti per effettuare l'intera tratta. I treni della linea S1 hanno una velocità massima di 100 km/h, con una velocità operativa di 70 km/h. La linea S1 è rappresentata dal colore marrone opaco.

## Storia
Il programma iniziale prevedeva di sfruttare i binari e il percorso della ferrovia Jingmen sui quali istituire la nuova linea S1 della metropolitana di Pechino, dalla stazione di Wulu fino al distretto di Mentougou. In seguito, il piano iniziale è stato scartato e si è preferito realizzare una linea maglev a velocità medio-bassa parallela alla ferrovia Jingmen, denominata inizialmente Linea Mentougou. La realizzazione della linea, inoltre, dovette fronteggiare diversi reclami da parte dei cittadini residenti nei pressi del percorso della linea, preoccupati principalmente dai rumori e dalle radiazioni causate dal treno di tipo maglev. Sulla base delle indagini perseguite si venne a conoscenza che le radiazioni e il rumore causato dalla linea erano di un livello relativamente basso, comunque non dannoso per la salute umana. Il progetto di realizzazione della linea ricevette, quindi, parere favorevole alla sua costruzione, esclusivamente però per la porzione occidentale della linea, da Shichang a Pingguoyuan. La sezione orientale, a causa del basso traffico di passeggeri, è stato sostituito dal prolungamento della linea 6.
Il progetto di realizzazione ha avuto avvio il 20 settembre 2011, ricevendo l'approvazione all'avvio dei lavori di costruzione dalla Commissione municipale per lo sviluppo e la riforma di Pechino solamente nel novembre 2013. Il 20 settembre 2017 la linea è entrata nella sua fase di pre esercizio, aprendo ufficialmente al pubblico il 30 dicembre 2017. Nel 2017 sono entrate in funzione le prime sette stazioni, fino a Jin'anqiao compresa, dove però non era ancora stato ultimato un corridoio di interscambio tra la linea S1 e la linea 6 e i passeggeri dovevano necessariamente uscire dalla stazione e fare accesso alla stazione della linea 6. Il collegamento diretto è stato aperto al pubblico il 30 dicembre 2018. La tratta da Jin'anqiao a Pingguoyuan, invece, è stata inaugurata il 31 dicembre 2021.
| Segmento                 | Inaugurazione    | Lunghezza | Stazioni | Nome              |
| ------------------------ | ---------------- | --------- | -------- | ----------------- |
| Jin'anqiao — Shichang    | 30 dicembre 2017 | 8,21 km   | 7        | Sezione iniziale  |
| Jin'anqiao — Pingguoyuan | 31 dicembre 2021 | 1,41 km   | 1        | Sezione rimanente |

## Percorso e stazioni

### Percorso
| Continuation backward |

| Unknown route-map component "utCONT2" | Unknown route-map component "utSTRc3" | Straight track |  |  |

| Unknown route-map component "utSTRc1" | Unknown route-map component "utBHF2+4" + Unknown route-map component "HUBrg" | Straight track + Unknown route-map component "utSTRc3" + Unknown route-map component "HUBq" | Unknown route-map component "uhKBHFa" + Unknown route-map component "HUBeq" |  |

| Unknown route-map component "uextCONTgq" | Unknown route-map component "uextBHFq" + Unknown route-map component "uextSTRc1" + Unknown route-map component "HUBe" | Unknown route-map component "utSTR2+4" + Unknown route-map component "utSTRq" + Straight track | Unknown route-map component "uhKRZt" + Unknown route-map component "utSTRc3" | Unknown route-map component "utCONTfq" |

|  |  | Straight track + Unknown route-map component "utSTRc1" | Unknown route-map component "uhKRZ2+4t" | Unknown route-map component "utSTRc3" |

|  |  | Straight track | Unknown route-map component "uhBHF" + Unknown route-map component "utSTRc1" + Unknown route-map component "HUBaq" | Unknown route-map component "utKBHF4" + Unknown route-map component "HUBlg" |

|  | Unknown route-map component "utCONTgq" | Unknown route-map component "utSTRq" | Unknown route-map component "mKRZt" | Unknown route-map component "uhKRZt" | Unknown route-map component "utKBHFxaq" + Unknown route-map component "HUBe" | Unknown route-map component "utCONTfq" |

|  | Unknown route-map component "STRc2" | Unknown route-map component "STR3" | Unknown route-map component "uhSTR" |  |

| Unknown route-map component "CONT1" | Unknown route-map component "STRc4" + Unknown route-map component "utSTRc2" | Unknown route-map component "uhtSTR3a" |

| Unknown route-map component "tCONTgq" | Unknown route-map component "tSTRq" + Unknown route-map component "utSTR+1" | Unknown route-map component "tCONTfq" + Unknown route-map component "utSTRc4" |

| Unknown route-map component "uhtSTRe" |

| Transverse water | Unknown route-map component "uhKRZW" | Transverse water |

| Unknown route-map component "uhBHF" |

| Unknown route-map component "uhBHF" |

| Transverse water | Unknown route-map component "uhKRZW" | Transverse water |

| Unknown route-map component "uhBHF" |

| Unknown route-map component "uhBHF" |

| Transverse water | Unknown route-map component "uhKRZW" | Transverse water |

| Unknown route-map component "uhBHF" |

| Unknown route-map component "uhBHF" |

| Unknown route-map component "uhSTRe" |

| Urban non-passenger end station |

### Stazioni
|              | Nome stazione       | Nome in cinese, pinyin | Percorso (ore) | Distanza (km) | Interscambi |
| ------------ | ------------------- | ---------------------- | -------------- | ------------- | ----------- |
| Shichang     | 石厂 Shíchǎng       | 0:00                   | 0:00           |               |             |
| Xiaoyuan     | 小园 Xiǎoyuán       | 0:02                   | 1,29           |               |             |
| Liyuanzhuang | 栗园庄 Lìyuánzhuāng | 0:05                   | 2,56           |               |             |
| Shang'an     | 上岸 Shàng'àn       | 0:07                   | 3,60           |               |             |
| Qiaohuying   | 桥户营 Qiáohùyíng   | 0:10                   | 4,72           |               |             |
| Sidaoqiao    | 四道桥 Sìdàoqiáo    | 0:12                   | 5,50           |               |             |
| Jin'anqiao   | 金安桥 Jīn'ānqiáo   | 0:16                   | 8,21           |               |             |
| Pingguoyuan  | 苹果园 Píngguǒyuán  | 0:19                   | 9,63           |               |             |